# داميان دياز
داميان دياز (بالإسبانية: Damián Díaz)‏ هو لاعب كرة قدم مكسيكي في مركز Front ‏، ولد في 1 مايو 1986 في روساريو في الأرجنتين. لعب مع بوكا جونيورز وروزاريو سنترال ونادي أتليتيكو كولون ونادي الوحدة ونادي إيميلك ونادي برشلونة.

## وصلات خارجية
- داميان دياز على موقع قاعدة بيانات كرة القدم.إي يو (الإنجليزية)
- داميان دياز على موقع ناشيونال فوتبول تيمز (الإنجليزية)
- داميان دياز على موقع Soccerway.com (الإنجليزية)